# Tectosilicate
Les tectosilicates sont des minéraux du groupe des silicates qui définissent un sous-groupe où le type d'architecture correspond à une polymérisation maximale ; architecture à charpente tridimensionnelle ; le rapport Si/O est égal à 0,5.

## Définition
Les tectosilicates sont des minéraux formés par association de motifs élémentaires tétraédriques [SiO4]4− par tous leurs sommets. En fait, les tétraèdres (polyèdres qui ont 4 faces, 6 côtés et 4 sommets) de base [SiO4]4− que l'on retrouve dans tous les silicates, sont ici soudés par leurs quatre sommets et chaque oxygène est lié à deux cations.

## Types de tectosilicates
Les tectosilicates comprennent plusieurs minéraux parmi les plus importants de la croûte terrestre.
Si on part du tétraèdre [SiO4]4− et qu'on met en commun chaque oxygène entre deux tétraèdres, on obtient la formule de la silice, SiO2, qui dans la nature se présente en différents polymorphes (quartz, tridymite, cristobalite, etc.) et est le constituant principal du verre.
On peut dériver la formule chimique des autres tectosilicates à partir de celle de la silice, généralisée en n TO2, où T indique le cation tétraédrique, essentiellement du silicium ou de l'aluminium. 

La charge négative, qui résulte du remplacement du silicium par l'aluminium dans les tétraèdres, est compensée par la présence des cations M (K, Na, Ca, Ba, Li, etc.) dans les cavités de la structure. 

Cette caractéristique est commune aux feldspaths, aux feldspathoïdes et aux zéolithes, mais la topologie est différente dans les trois cas.
- Groupe du quartz - n = 1, SiO2

Quartz
Tridymite
Cristobalite
Kéatite
Coésite
Stishovite
- Groupe des feldspathoïdes

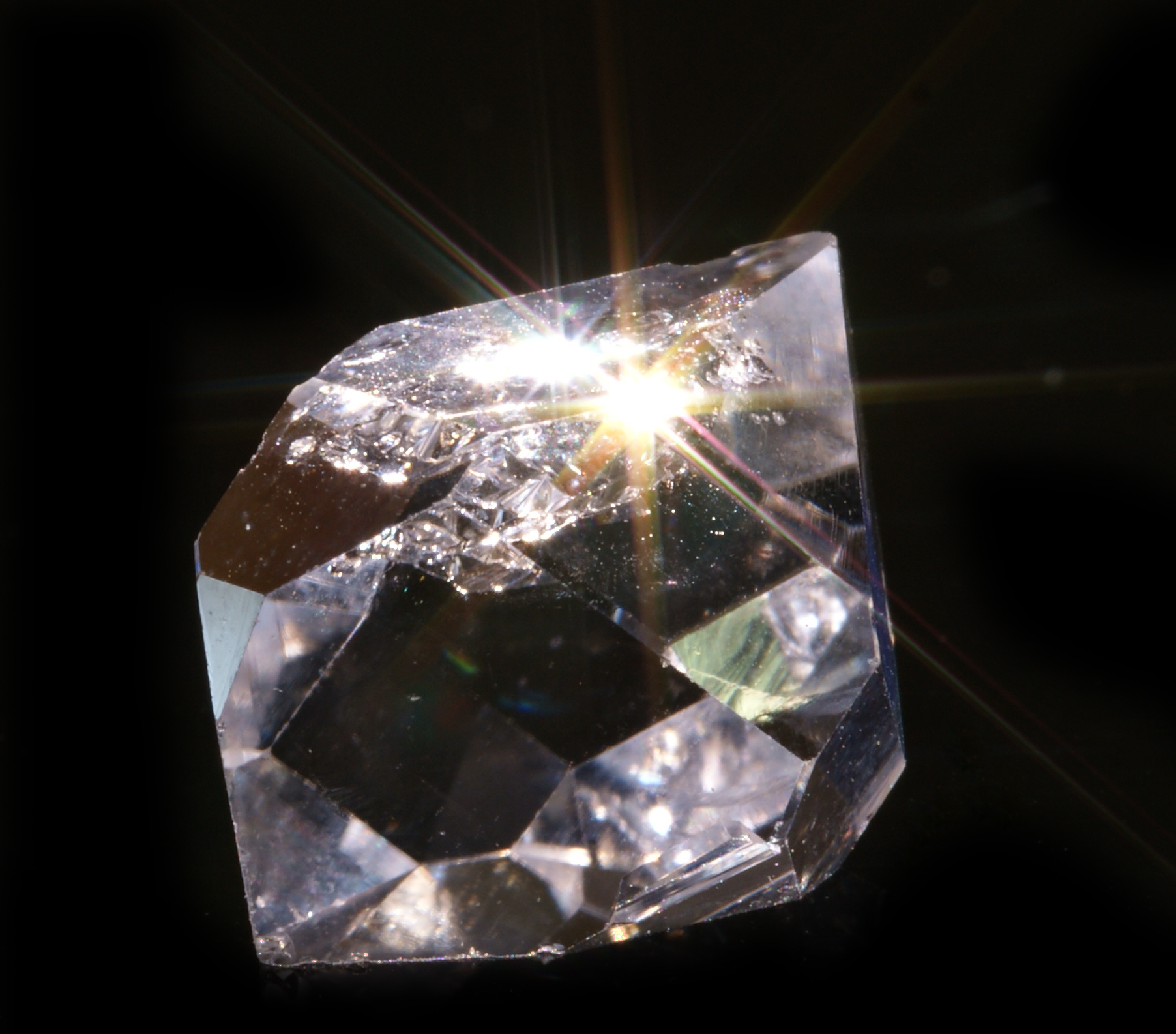
Quartz

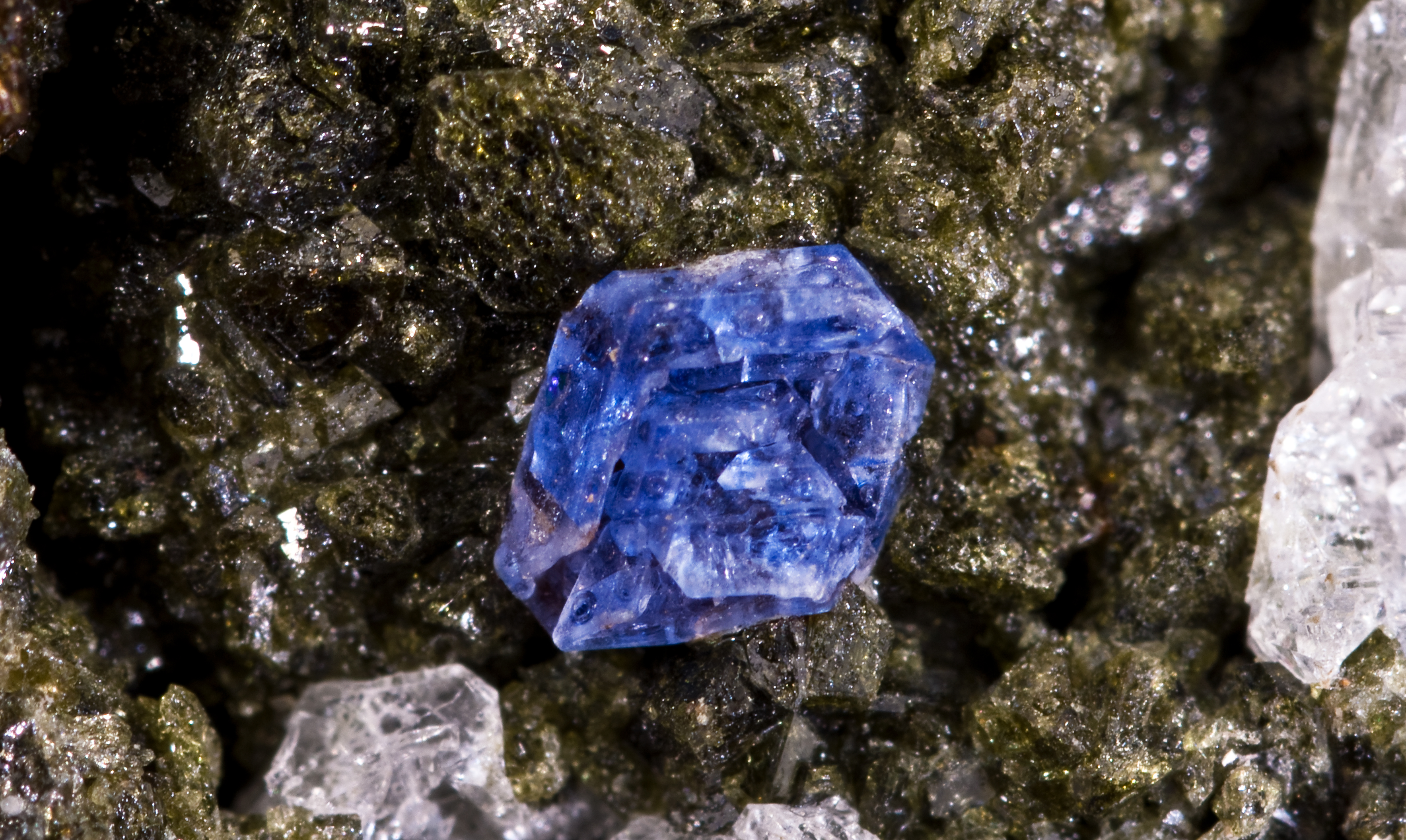
Haüyne

n = 2, MT2O4,  à structure quartz ou tridymite :
β-eucryptite LiAlSiO4
Kalsilite KAlSiO4
Néphéline Na3KAl4Si4O16
Haüyne (Na,Ca)4-8Al6Si6(O,S)24(SO4,Cl)1-2

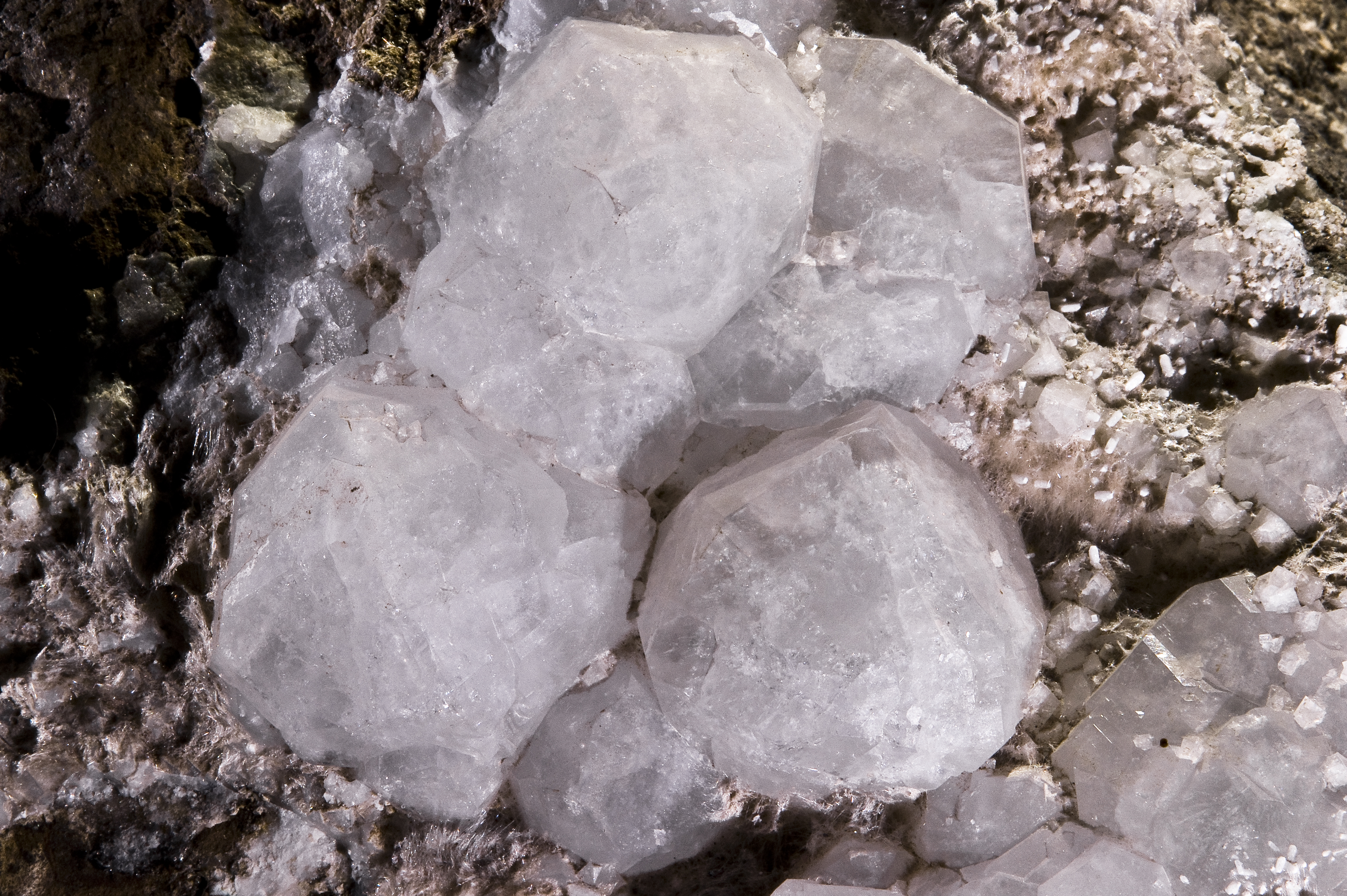
Analcime

n = 3, MT3O6, à structure cristobalite :
Leucite KAlSi2O6
Pollucite CsAlSi2O6 • H2O
Analcime NaAlSi2O6 • H2O
- Groupe des feldspaths - n = 4, MT4O8

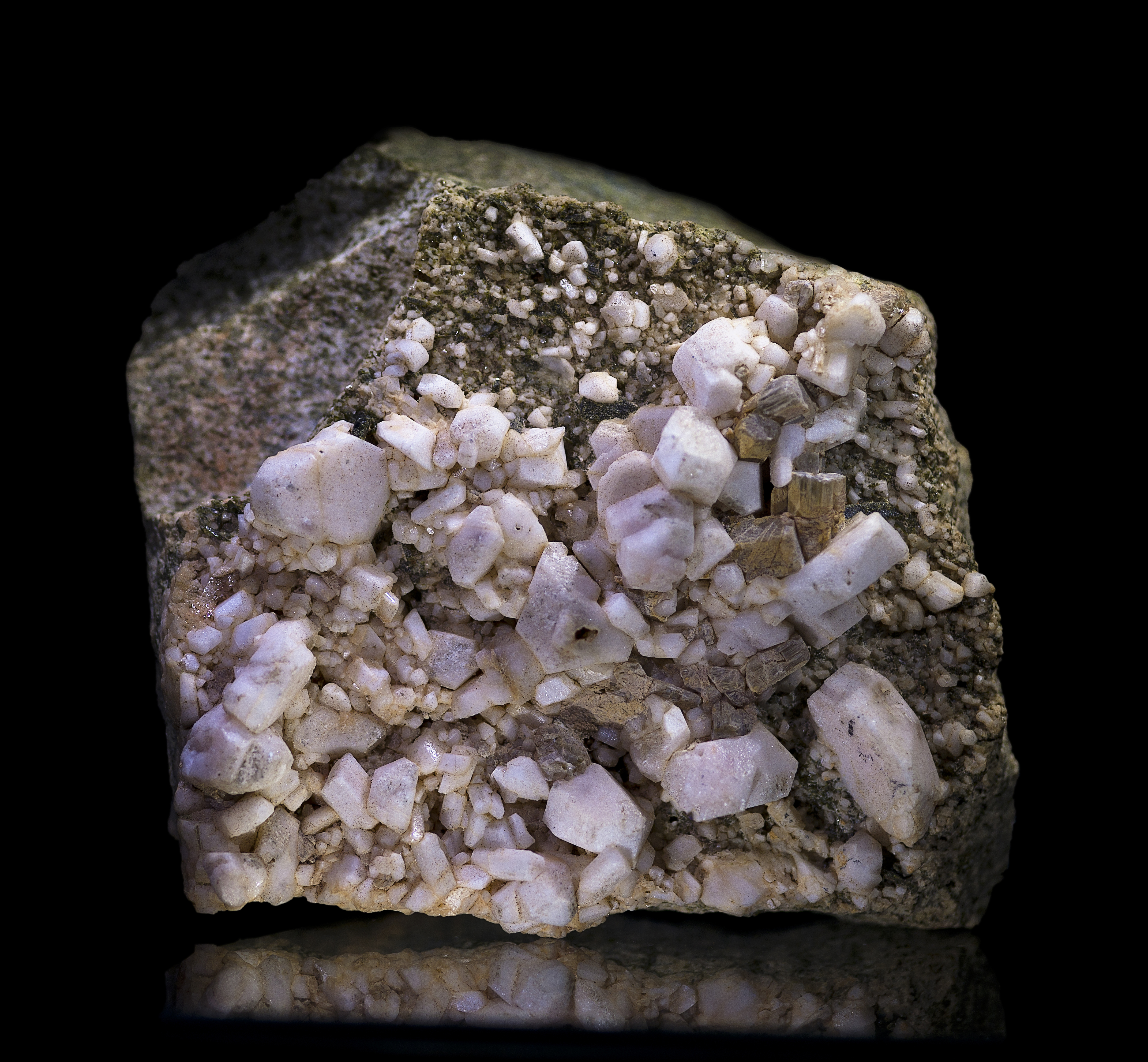
Albite

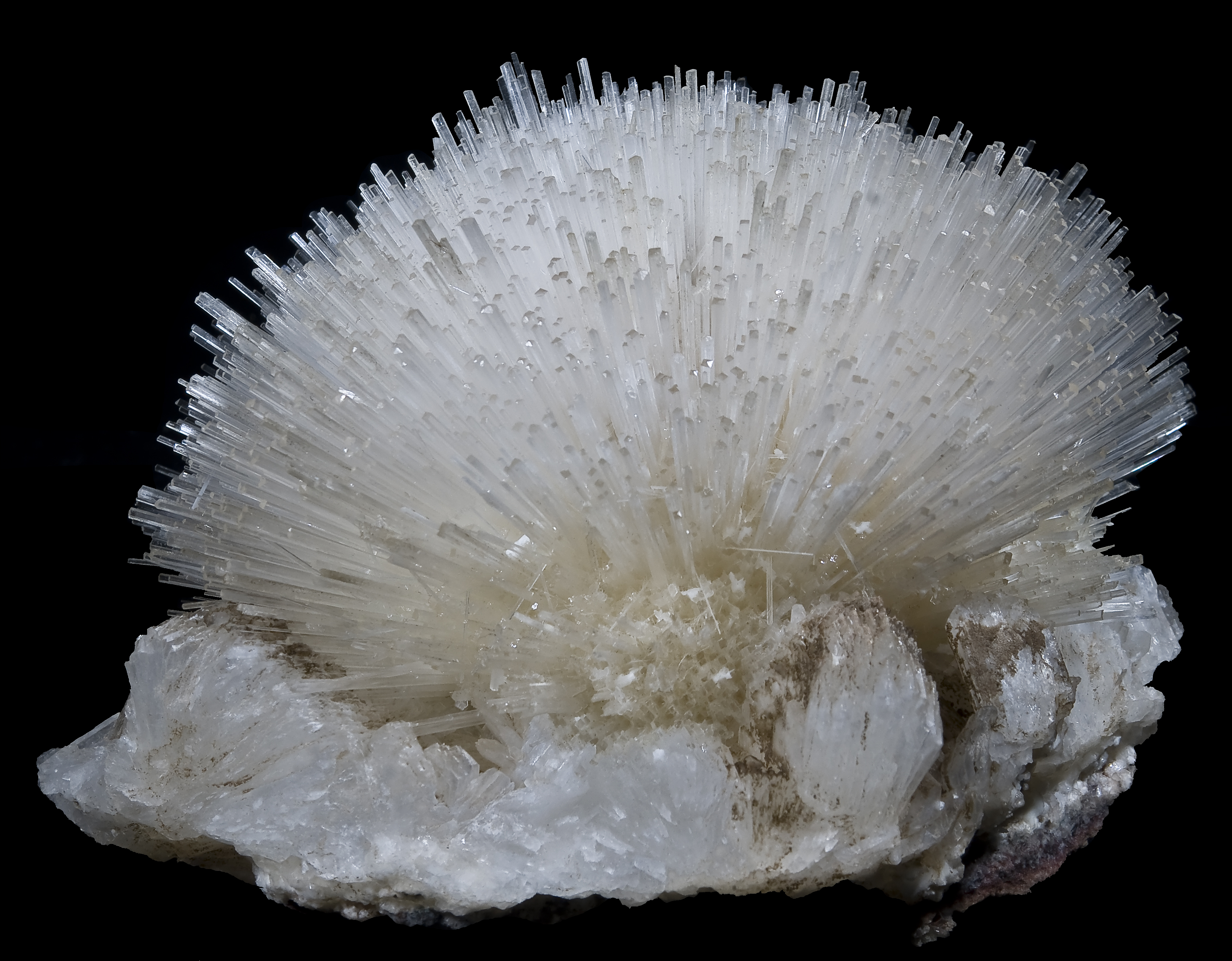
Natrolite

Feldspaths alcalins
feldspaths potassiques
Microcline - KAlSi3O8
Orthose - KAlSi3O8
Sanidine - KAlSi3O8
Anorthoclase - (Na,K)AlSi3O8
Feldspaths-Plagioclase
Albite - NaAlSi3O8
Oligoclase - (Na,Ca)(Si,Al)4O8 (Na:Ca 4:1)
Andésine - (Na,Ca)(Si,Al)4O8 (Na:Ca 3:2)
Bytownite - (Na,Ca)(Si,Al)4O8 (Na:Ca 1:4)
Anorthite - CaAl2Si2O8
- Groupe des zéolithes - n > 4

Natrolite - Na2Al2Si3O10 • 2 H2O
Chabazite-Ca - CaAl2Si4O12 • 6 H2O
Heulandite-Ca - CaAl2Si7O18 • 6 H2O
Stilbite - NaCa2Al5Si13O36 • 17 H2O

## Toxicologie, écotoxicologie
Inhalés sous forme de poussières ou de fines particules, les tectosilicates peuvent être source de silicose.
Certains tectosilicates, tels l'érionite (de la famille des zéolithes) ou la cristobalite, sont considérés comme cancérigènes (pour les mêmes raisons que l'amiante probablement, et sont également source de mésothéliome).